# Lou Doillon

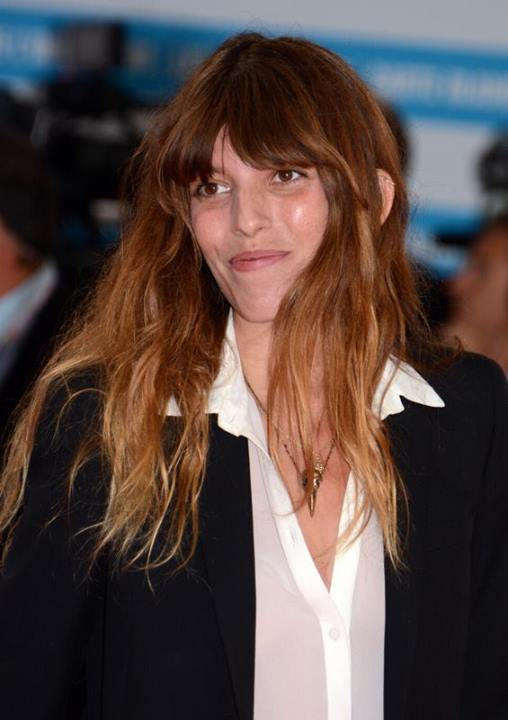
Lou Doillon 2013 in Deauville

Lou Doillon (* 4. September 1982 in Neuilly-sur-Seine) ist eine französische Schauspielerin und Sängerin.

## Leben
Lou Doillon ist die Tochter des französischen Regisseurs Jacques Doillon und der englischen Schauspielerin und Sängerin Jane Birkin. Ihre Halbschwestern sind die Schauspielerin Charlotte Gainsbourg, die Fotografin Kate Barry und die Regisseurin Lola Doillon. Ihre Großmutter mütterlicherseits war die Schauspielerin Judy Campbell.
Neben ihrer Filmarbeit ist Lou Doillon auch als Model tätig. 2002 brachte sie im Alter von 19 Jahren einen Sohn zur Welt, dessen Vater der Musiker Thomas-John Mitchell ist. 2012 nahm sie das Album Places mit selbst komponierten und getexteten Liedern auf, das in Frankreich Platz 3 der Charts erreichte. 2019 erschien ihr Album Soliloquy, aus dem Englischen übersetzt bedeutet dies Selbstgespräch.
Doillon lebt in Paris.

## Filmografie (Auswahl)
- 1987: Die Zeit mit Julien (Kung-fu master!) (Regie: Agnès Varda)
- 1997: Trop (peu) d’amour (Regie: Jacques Doillon)
- 1998: Mauvaises fréquentations (Regie: Jean-Pierre Améris)
- 2000: Carrément à l’Ouest (Regie: Jacques Doillon)
- 2002: Küss mich, wenn du willst (Embrassez qui vous voudrez) (Regie: Michel Blanc)
- 2003: Saint Ange (Regie: Pascal Laugier)
- 2005: La Vida perra de Juanita Narboni (Regie: Farida Ben Lyziad)
- 2009: Bazar (Regie: Patricia Plattner)
- 2010: Gigola (Regie: Laure Charpentier)
- 2011: Poliezei (Polisse) (Regie: Maïwenn)
- 2011: L’épervier (TV-Serie, 6 Episoden)
- 2011: Moving Target (Regie: Mark Tierney)
- 2012: Un enfant de toi (Regie: Jacques Doillon)
- 2024: Quasi a casa (Regie: Carolina Pavone)

## Diskografie

### Alben
| Jahr | Titel Musiklabel            | Höchstplatzierung, Gesamtwochen, AuszeichnungChartplatzierungen (Jahr, Titel, Musiklabel, Platzierungen, Wochen, Auszeichnungen, Anmerkungen) | Höchstplatzierung, Gesamtwochen, AuszeichnungChartplatzierungen (Jahr, Titel, Musiklabel, Platzierungen, Wochen, Auszeichnungen, Anmerkungen) | Höchstplatzierung, Gesamtwochen, AuszeichnungChartplatzierungen (Jahr, Titel, Musiklabel, Platzierungen, Wochen, Auszeichnungen, Anmerkungen) | Anmerkungen                           |
| Jahr | Titel Musiklabel            | FR | BEW | CH | Anmerkungen                           |
| ---- | --------------------------- | --- | --- | --- | ------------------------------------- |
| 2012 | Places Barclay/Universal    | FR3 ×2Doppelplatin · (66 Wo.)FR | BEW5 (77 Wo.)BEW | CH22 (19 Wo.)CH | Erstveröffentlichung: 31. August 2012 |
| 2015 | Lay Low Barclay/Universal   | FR3 Gold · (18 Wo.)FR | BEW3 (28 Wo.)BEW | CH6 (6 Wo.)CH | Erstveröffentlichung: 9. Oktober 2015 |
| 2019 | Soliloquy Barclay/Universal | FR25 (12 Wo.)FR | BEW18 (10 Wo.)BEW | CH12 (3 Wo.)CH | Erstveröffentlichung: 1. Februar 2019 |

### Singles
| Jahr | Titel Album            | Höchstplatzierung, Gesamtwochen, AuszeichnungChartplatzierungen (Jahr, Titel, Album, Platzierungen, Wochen, Auszeichnungen, Anmerkungen) | Höchstplatzierung, Gesamtwochen, AuszeichnungChartplatzierungen (Jahr, Titel, Album, Platzierungen, Wochen, Auszeichnungen, Anmerkungen) | Anmerkungen                              |
| Jahr | Titel Album            | FR | BEW | Anmerkungen                              |
| --- | ---------------------- | --- | --- | ---------------------------------------- |
| 2012 | I.C.U. Places          | FR57 (11 Wo.)FR | BEW38 (4 Wo.)BEW | Erstveröffentlichung: 10. September 2012 |
| 2012 | Devil or Angel Places  | FR69 (20 Wo.)FR | — | Erstveröffentlichung: 26. November 2012  |
| 2015 | Where to Start Lay Low | FR40 (6 Wo.)FR | — | Erstveröffentlichung: 24. August 2015    |
| Folgende Lieder erschienen nicht als Single, wurden aber durch das Album zum Download und Streaming bereitgestellt und konnten somit eine Platzierung erlangen: |                        | | |                                          |
| |                        | | |                                          |
| 2012 | Defiant Places         | FR125 (1 Wo.)FR | — |                                          |

Weitere Singles
- 2013: Questions and Answers